# 1ª Brigata missilistica delle guardie "Orša"
La 1ª Brigata missilistica delle guardie "Orša" (in russo 1-я гвардейская ракетная Оршанская бригада?, 1-ja gvardejskaja raketnaja Oršanskaja brigada, unità militare 31853) è un'unità di artiglieria missilistica delle Forze terrestri russe, subordinata alla 49ª Armata combinata del Distretto militare meridionale e con base a Gorjačij Ključ.

## Storia

### Unione Sovietica
Le origini dell'unità risalgono all'8 luglio 1920, quando nel Territorio di Krasnodar venne costituito un battaglione di artiglieria pesante nelle file della 48ª Divisione fucilieri dell'Armata Rossa. Nel corso della seconda guerra mondiale il battaglione fu riorganizzato nel 75º Reggimento artiglieria e infine nella 14ª Brigata artiglieria pesante il 25 giugno 1943. Nel luglio 1943 ottenne fu promossa a unità delle guardie per i meriti dimostrati in combattimento, mentre nel luglio 1944 venne intitolata alla città di Orša per aver contribuito alla conquista del suo nodo ferroviario. Il 19 febbraio 1945 ottenne l'Ordine di Kutuzov, e il 17 maggio seguente l'Ordine di Suvorov per la conquista di Königsberg.
Nel 1960 la brigata venne riorganizzata nella 114ª Brigata missilistica delle guardie (unità militare 36334) ed equipaggiata con missili SS-1 Scud e successivamente OTR-21 Točka. È stata schierata presso Borne Sulinowo come parte del Gruppo di Forze del Nord di stanza in Polonia durante la guerra fredda.

### Federazione Russa
Nel 1991, in seguito allo scioglimento dell'Unione Sovietica, la brigata è stata ritirata a Krasnodar e ribattezzata 1ª Brigata missilistica delle guardie.
La brigata ha preso parte all'invasione russa dell'Ucraina del 2022. Nel settembre 2024 è stata insignita dell'Ordine di Žukov.

## Struttura
- Comando di brigata[7]
- 1º Battaglione missilistico tattico
- 2º Battaglione missilistico tattico
- 3º Battaglione missilistico tattico
- Battaglione tecnico
- Battaglione logistico
- Batteria comando